# Linnaemya ochracea
Linnaemya ochracea là một loài ruồi trong họ Tachinidae.